# Religion à La Réunion
 (août 2015).
Si vous disposez d'ouvrages ou d'articles de référence ou si vous connaissez des sites web de qualité traitant du thème abordé ici, merci de compléter l'article en donnant les références utiles à sa vérifiabilité et en les liant à la section « Notes et références ».

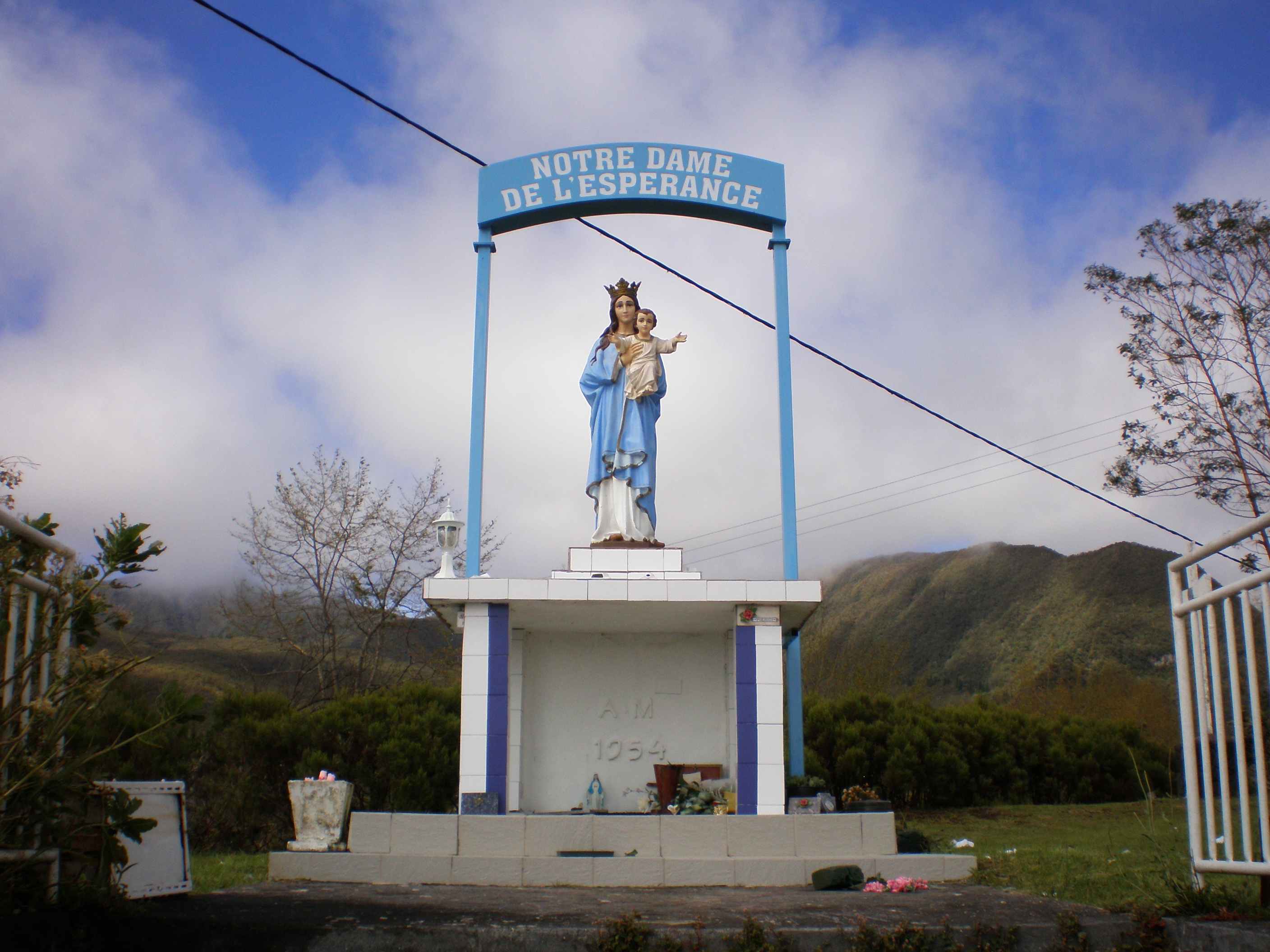
Une statue de Notre dame de l'espérance à La Réunion.

Du fait des différentes origines de la population insulaire, les principales religions pratiquées à La Réunion sont le christianisme (majoritaire, essentiellement catholique romain, mais aussi protestant), l'hindouisme (25 %), l'islam (10 %) et le bouddhisme. Les communautés juive — très minoritaire — et bahá'ie sont également présentes sur l'île.

## Religions abrahamiques

### Christianisme

#### Catholicisme
Le catholicisme romain est la principale religion pratiquée dans l'île. Apportée par les colons européens, elle s'est largement étendue aux populations africaines, chinoises et indiennes, d'abord par obligation, puis par métissage religieux.
Pour l'Église catholique, La Réunion est un diocèse depuis 1850. Le pape Pie IX transforme alors la préfecture apostolique en l'évêché de Saint-Denis de La Réunion. Depuis 1976, Pascal Chane-Teng est le premier évêque réunionnais.
Le catholicisme réunionnais présente quelques spécificités, notamment le culte de saint Expédit.
En 2000, les autorités catholiques réunionnaises créent le groupe de dialogue inter-religieux de La Réunion, afin de viser la coexistence pacifique entre les différents cultes de l'île.

#### Protestantisme
Il est difficile, mais pas improbable, de trouver des traces certaines de la présence protestante à La Réunion lorsque l'île a été prise par les Anglais (1809-1814) et de par la présence des Malgaches déjà à cette époque.
Les adventistes, dès 1935, s'implantent à La Réunion, suivis en 1966 par les pentecôtistes (Mission Salut et Guérison) et en 1777 par la mouvance évangélique (Église évangélique de La Réunion) qui ouvrira les aumôneries des prisons et celle des armées ainsi que le travail d'aumônerie en milieu étudiant (G.B.U.). Cependant, dès les années 1950, une émission, sur ondes courtes (Radio Feba) connue sous le nom de « Voix de l'Évangile » avec ses cours par correspondance, sera diffusée et promue sur toute l'île, suivie d'une émission Radio Évangile en 1968 diffusée sur RFO. Ce média a été un des facteurs-clés du développement rapide de l'implantation de ces différents courants. D'autres facteurs sociaux-culturels ont aussi contribué à cette expansion[Lesquels ?].
L'ensemble des composantes de la mouvance protestante à la Réunion compte au maximum 35 000 fidèles d'origines diverses. Parmi eux, près de 60 % sont membres de l'Église Mission Salut et Guérison qui, longtemps autonome, s'est rattachée à la Fédération des Assemblées de Dieu en métropole, à tendance pentecôtiste.
Les protestants historiques sont aussi présents au travers de l'Église protestante de La Réunion, liée à la Fédération protestante de France par un organe de mission DEFAP et des Églises luthériennes et réformées de France (installée dans les années 1980). Ils participent à des œuvres de développement social. De nombreux protestants sont également d'origine malgache.
D'autres communautés issues de divergences théologiques ont vu le jour, et aujourd'hui l'essentiel des courants du protestantisme est représenté sur cette île, largement influencée par le courant catholique romain.

### Islam
L'Islam est aussi présent dans l'île : la plus grande partie des musulmans de La Réunion sont des sunnites de rite hanafite : les Zarabes. Les fidèles sont généralement issus des populations de l'ouest de l'Inde arrivées du Gujarat au XIXe siècle.
Un autre groupe musulman originaire du Gujarat est arrivé à La Réunion à partir de 1972, chassé de Madagascar par la situation politique de la grande île. Ces indiens, les Karanes, sont en majorité chiites.
Le groupe musulman le plus récent est celui constitué par la communauté comorienne, principalement originaire de l'ile de Mayotte. Les Comoriens viennent depuis les années 1970. Ils sont sunnites, de rite chaféite.
La mosquée Noor-e-Islam de Saint-Denis est la plus ancienne mosquée de France (1905), après la mosquée de Tsingoni à Mayotte (XVIe siècle).

### Bahaïsme
Les bahá'is (Foi Bahá'ie) sont présents depuis 1953 sur l'île de la Réunion.
Le bahaïsme a pris naissance en Perse à la fin du XIXe siècle. Son organisation est la Maison Universelle de Justice et est sans clergé qui prend la forme d’une ONG.
Les croyants sont au nombre d’un millier.

## Religions dharmiques

### Hindouisme

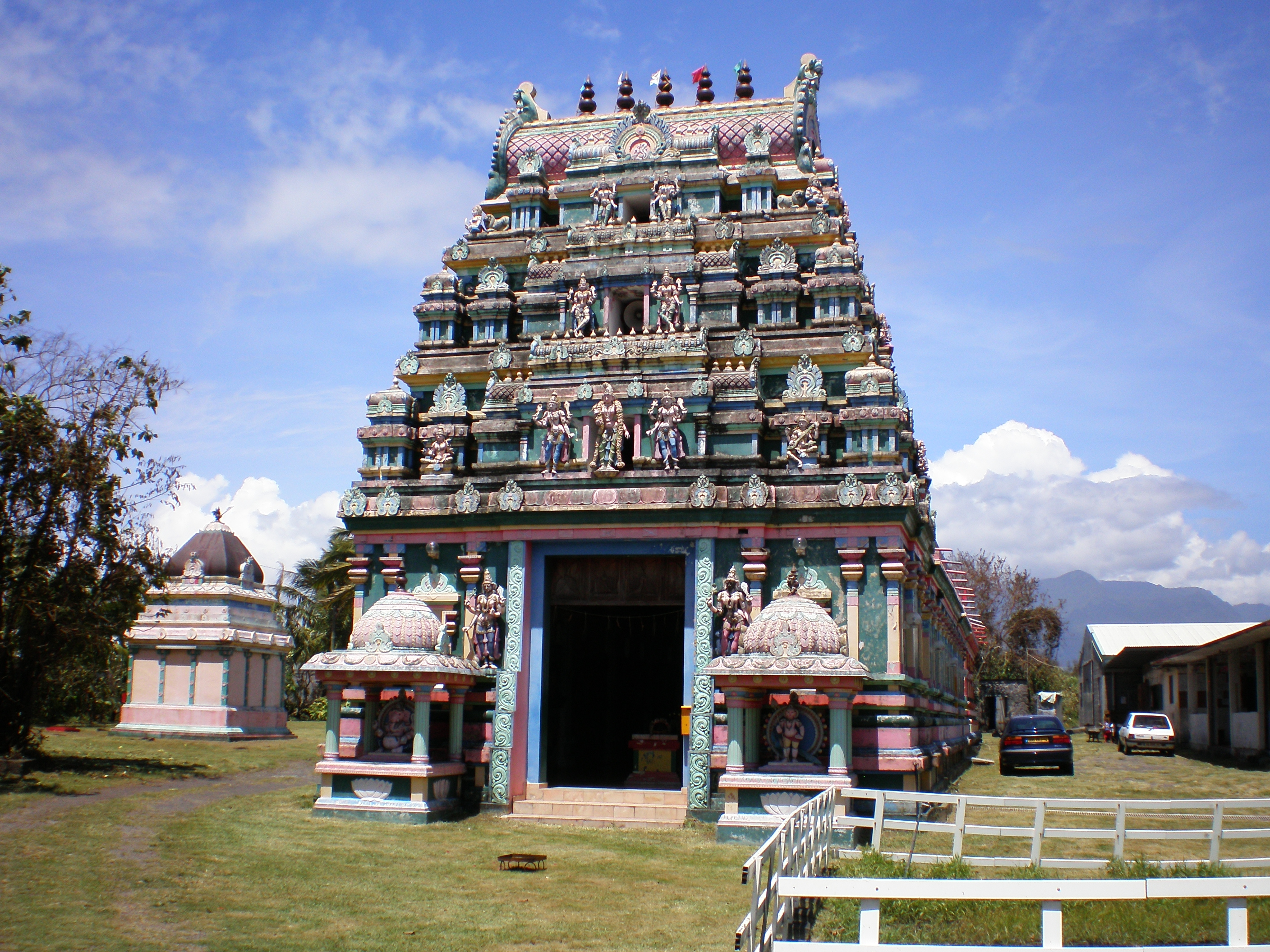
Un temple tamoul à La Réunion

L'hindouisme est la deuxième religion présente sur l'île, pratiquée par les Indiens majoritairement tamouls originaires du Tamil Nadu, appelés localement « Malbars ».
Cette religion se distingue par ses temples colorés, qu'on retrouve dans presque toutes les villes, mais principalement sur la côte nord-est (Saint-André est souvent présentée comme la « capitale des Malbars ») ainsi que dans la région de Saint-Louis, au sud.
Les Malbars sont connus pour leurs cérémonies hautes en couleur et spectaculaires : la marche sur le feu, la fête du Divâlî, mais aussi les sacrifices et offrandes aux divinités, notamment Karly, ou encore les processions du Kavadi en l'honneur du dieu Mourouga (dieu de la guerre et de la beauté). Ces manifestations et cérémonies religieuses, loin de se limiter à de simples phénomènes folkloriques, sont le signe d'une identité culturelle et religieuse forte qui se maintient depuis l'arrivée des premiers travailleurs indiens sous contrat, au milieu du XIXe siècle. On peut noter également la fréquence de la double pratique religieuse (hindoue et chrétienne) dans le milieu indo-réunionnais.

### Bouddhisme
Le bouddhisme est souvent pratiqué par les Asiatiques qui ont immigré relativement récemment. De nombreux Chinois sont devenus catholiques. La croyance en cette religion est devenue pour eux davantage une tradition.
Le bouddhisme tibétain est présent : le premier temple à La Réunion et dans la zone océan Indien, le Tashi Tcheulang Gawai Tsel, a été inauguré en 2019, à Montvert les Hauts.